# Herstatt-Risiko
Als so genanntes Herstatt-Risiko wird umgangssprachlich im Interbankenhandel (Devisen-, Wertpapier- und Derivatehandel) das Finanzrisiko einer Vertragspartei genannt, dass der andere Vertragspartner bis zum beiderseitigen Erfüllungstag seinen Verpflichtungen nicht nachkommt, während die eigene Verpflichtung bereits erfüllt wurde. Dieses Erfüllungsrisiko wurde nach der Herstatt-Bank benannt, die durch ihre Insolvenz im Juni 1974 als Vertragspartner („Kontrahent“) insbesondere im Devisenhandel die von ihr zuvor eingegangenen Zahlungspflichten nicht mehr erfüllen konnte. Heute spricht man vom Gegenparteiausfallrisiko.

## Vorgeschichte
Am 26. Juni 1974 wurde der Herstatt-Bank durch die Bankenaufsicht die Erlaubnis zum Betreiben von Bankgeschäften („Banklizenz“) nach § 35 Abs. 2 Nr. 4 KWG entzogen, so dass die Bank auch keine Bankgeschäfte mehr betreiben durfte und ihre Zahlungen einzustellen hatte. Die Bankenaufsicht hatte der Herstatt-Bank ausdrücklich aufgegeben, die Zahlungen einzustellen. Das betraf selbst diejenigen Devisengeschäfte, bei denen die Herstatt-Bank von ihrem Kontrahenten bereits zuvor eine Zahlung erhalten hatte und ihre eigene Gegenleistung fällig war. Bei Herstatt waren von der Anordnung insbesondere Devisenkassa- und -termingeschäfte betroffen. Im internationalen Interbankenhandel erfolgen bei diesen usancegemäß Leistung und Gegenleistung meist nicht zeitgleich, sondern nach zwei Handelstagen seit Geschäftsabschluss.
Der Begriff des Herstatt-Risikos ging auch in den Sprachgebrauch der Bank für Internationalen Zahlungsausgleich über. Sie verstand darunter im Jahre 2002 „das Risiko, dass die eine Partei eines Devisenhandelsgeschäfts die von ihr verkaufte Währung auszahlt, ohne die von ihr gekaufte Währung zu erhalten, wird als Erfüllungsrisiko bei Devisenhandelstransaktionen oder als „Herstatt-Risiko“ bezeichnet“.
Im Umkehrschluss aus Artikel 38 Abs. 2 der EU-Verordnung vom 10. August 2006 (MiFID-Durchführungsverordnung), der Termingeschäfte definiert, liegt ein Kassageschäft regelmäßig dann vor, wenn die Bedingungen bei einem Verkaufsgeschäft für eine Ware, einen Vermögenswert oder ein Recht vorsehen, dass die Lieferung spätestens nach zwei Handelstagen erfolgt sein muss.

## Erfüllungsrisiko
Das Erfüllungsrisiko (englisch settlement risk oder englisch counter party risk, siehe Settlement) bezeichnet das Risiko, dass eine getätigte Transaktion nicht oder nicht rechtzeitig abgewickelt wird, also die Gefahr, dass der Käufer nicht bezahlt oder der Verkäufer das Transaktionsobjekt nicht liefert. Wirtschaftliche Transaktionen (z. B. Wertpapierkauf) als Rechtsgeschäfte unterteilen sich gemäß dem Trennungsprinzip in ein Verpflichtungsgeschäft und das nachfolgende Verfügungs- oder Erfüllungsgeschäft. Das Erfüllungsrisiko entsteht insbesondere dann, wenn die beiden Geschäfte zeitlich auseinanderfallen und der eine Kontrahent seine Leistung erbringt, der andere aber nicht. Gründe können in Leerverkäufen (fehlende Stücke zur Lieferung), in mangelnder Liquidität oder im Ausfall eines Kontrahenten (siehe Kontrahentenrisiko) zum Zeitpunkt der Erfüllung liegen.
Ein gegenseitiges Erfüllungsrisiko besteht demnach nur dann nicht, wenn die Leistungen zum selben Zeitpunkt stattfinden würden und jeder Kontrahent in Kenntnis der Gegenleistung des anderen Kontrahenten leisten würde. Sobald zwischen den Leistungen jedoch ein Zeitraum von ein oder zwei Tagen liegt, entsteht die Gefahr der Insolvenz des Kontrahenten. Zum Zeitpunkt der eigenen Zahlung besteht also meist nicht die Gewissheit, ob der andere Vertragspartner bereits geleistet hat. Unter rechtlichen Gesichtspunkten gerät dabei eine Vertragspartei in Zahlungs- oder Lieferverzug. Das Erfüllungsrisiko ist insbesondere deshalb für die Beteiligten von Bedeutung, weil bereits ein einzelner Geschäftsabschluss meist einen zweistelligen Millionenbetrag ausmacht, der bei Nichterfüllung durch den Kontrahenten gleich zu hohen Verlusten beim anderen Vertragspartner führt.

### Erfüllungsrisiko im Aktienhandel
Bei Börsengeschäften in Aktien beträgt der Abwicklungszeitraum in Europa (siehe Settlement) zwei Geschäftstage (drei in den USA), somit fallen das Verpflichtungsgeschäft und das Erfüllungsgeschäft zeitlich auseinander. Während dieses Zeitraums kann sich der Wertpapierkurs ändern (Kursänderungsrisiko), wodurch bei Ausfall einer Seite (Käufer bzw. Verkäufer) ein Nachteil entsteht. Dem Erfüllungsrisiko kann durch Sicherheitshinterlegung (englisch margin) begegnet werden, welche das Kursänderungsrisiko abdeckt und eine nachträgliche Erfüllung z. B. in Form von Wiedereindeckung ermöglicht. Bei Geschäften über Xetra oder die Frankfurter Wertpapierbörse verlangt der Zentrale Kontrahent diese Sicherheitsleistungen von den Handelsteilnehmern.
- Liefert beispielsweise der Verkäufer keine Wertpapiere, kann der Käufer somit diese Wertpapiere nicht weiter verkaufen, z. B. bei gestiegenem Kurs. Ein zentraler Kontrahent kann nun versuchen, die Wertpapiere wiederzubeschaffen, z. B. durch Kauf am Markt – hierfür stehen ihm die Zahlung des Käufers und die Sicherheitshinterlegung des Verkäufers zur Verfügung, so dass eine Eindeckung bei höheren Kursen möglich ist.
- Problematisch kann es werden, wenn ein Marktteilnehmer ein Wertpapier an der Börse A gekauft hat und es anschließend an der Börse B verkauft hat, jedoch die Börse A das Wertpapier nicht liefert wie dies oftmals im Cross-Border-Aktienhandel vorgekommen ist.
- Um zumindest Rechtssicherheit zu haben und eine nachträgliche gerichtliche Anfechtung von Wertpapierkäufen zu vermeiden, haben alle Börsen sehr kurze Mistradefristen, in denen ein Fehlgeschäft reklamiert werden kann. Zivilrechtliche Anfechtungsmöglichkeiten sind an den meisten Börsen deshalb ausgeschlossen.[6][7][8]

### Erfüllungsrisiko im Derivatehandel
Bei Derivaten, z. B. bei Optionen oder Futures fallen die gegenseitigen Leistungen ebenfalls zeitlich auseinander. Bei Ausübung einer Option oder bei Fälligkeit eines Futures kann es zum Ausfall kommen, deshalb wird bei börsengehandelten Derivaten ein Clearinghouse genutzt, bei dem die Handelsteilnehmer ein Marginkonto führen und börsentäglich die Sicherheitshinterlegung nach Bedarf aufstocken (Nachschusspflicht) oder die Verbindlichkeiten täglich ausgleichen. Zusätzlich wird vielfach ein Barausgleich als Erfüllungsart festgelegt, so dass eine Wiedereindeckung bzw. physische Erfüllung (z. B. bei Rohstoff- oder Agrarderivaten) entfällt.

### Erfüllungsrisiko im Devisenhandel
Das eigentliche Herstatt-Risiko bestand und besteht heute aus der Gefahr, dass bei Devisenkassa- und Devisentermingeschäften der andere Vertragspartner nicht mehr leisten kann oder will, obwohl die eigene Leistung – in der Erwartung der Gegenleistung – bereits erbracht worden ist. Bei der Herstatt-Bank bestand sogar ein Verbot durch die Bankenaufsicht, fällige Zahlungen zu erbringen. Eine Vielzahl von Kreditinstituten war weltweit vom Zahlungsverbot betroffen: wenigstens 12 US-amerikanische Herstatt-Partnerbanken hatten unwiderruflich Zahlungen in Höhe von geschätzten 200 Millionen US-Dollar geleistet; wegen des Verbots erhielten sie jedoch nicht mehr die fällige Gegenleistung.

## Heutige Regelung
Das Herstatt-Risiko wird in der Fachsprache als Erfüllungs- oder Vorleistungsrisiko bezeichnet. Es handelt sich um die Gefahr, dass die Vertragspartei eines Handelsgeschäfts bereits ihre vertragliche Leistung erbracht hat, ohne jedoch die von der anderen Partei geschuldete Gegenleistung erhalten zu haben. Bereits vor der Herstatt-Krise hatten jedoch weltweit Kreditinstitute Vorsorge gegen die asynchrone Abwicklung der beiden Zahlungsströme getroffen. Es war und ist banküblich, anderen Banken als möglichen Vertragspartnern entsprechende Kreditlinien oder Fazilitäten bankintern einzuräumen, die auf einer Bonitätseinschätzung dieses Bankpartners beruhen. Handelsgeschäfte mit Erfüllungsrisiko dürfen dann nur im Rahmen dieser Limite abgeschlossen werden.
Die seit Januar 2007 in Deutschland geltende Solvabilitätsverordnung (SolvV) hatte dieses Erfüllungsrisiko unter dem aufsichtsrechtlichen Begriff Vorleistungsrisiko aufgegriffen. Ein Vorleistungsrisiko entstand danach, wenn Wertpapiere, Devisen oder Derivate bezahlt wurden, aber noch nicht geliefert worden sind oder umgekehrt, mehr als ein Geschäftstag seit Zahlung oder Lieferung mit Auslandsbezug vergangen ist und kein Abzug vom Kernkapital nach § 10 Abs. 6a Nr. 4 KWG vorzunehmen war (§ 14 Abs. 1 SolvV a. F.). Ein Vorleistungsrisiko entsteht seit der Regelung ab Januar 2014 nach Art. 379 Kapitaladäquanzverordnung (englische Abkürzung CRR) für eine Bank dann, wenn sie Finanzinstrumente bezahlt hat, bevor sie deren Lieferung erhalten hat oder umgekehrt oder bei grenzüberschreitenden Geschäften, wenn seit der Zahlung bzw. Lieferung mindestens ein Tag vergangen ist. Dieses Vorleistungsrisiko beinhaltet letztlich eine Insolvenzgefahr, der jeder der Kontrahenten unterliegt. Diese Gefahr potenziert sich mit dem Volumen der Transaktionen.

## Risikovermeidung
Zur Ausschaltung des Erfüllungsrisikos und damit zur Risikovermeidung stehen zwei Methoden zur Verfügung. Die eine Methode ist die gegenseitige Absicherung zweier Kontrahenten, die ein hohes Volumen miteinander abwickeln, durch Netting. Dabei handelt es sich um ein vertraglich vereinbartes bilaterales Verrechnungsverfahren mit dem Ziel, durch gegenseitige Aufrechnung im Falle der Insolvenz des anderen möglichst wenig oder keine Verluste tragen zu müssen.
Die andere Methode betrifft ein übergeordnetes institutionalisiertes Abrechnungssystem. Im Juli 1997 entstand die CLS-Bank in New York (Continuous Linked Settlement, etwa: „dauerhaft vernetzte Abwicklung“). Das Erfüllungsrisiko zweier Kontrahenten wird bei ihr durch das Prinzip „Zahlung gegen Zahlung“ ausgeschaltet. Die Bank installierte das weltweit erste Settlement-System, um hiermit das gegenseitige Erfüllungsrisiko im Devisenmarkt bei zunächst 17 Währungen zu eliminieren. Diese Währungen repräsentieren etwa 94 % des weltweit täglich gehandelten Devisenvolumens. Im September 2002 wurde sie in Betrieb genommen. Inzwischen nehmen zahlreiche Banken direkt oder indirekt an dem System teil. Nach eigenen Angaben entfiel auf die CLS-Bank ein Anteil von 68 % des weltweiten Devisenmarktes, der sich im März 2012 auf ein täglich über die Bank abgewickeltes Volumen von über 5 Billionen Dollar belief. Als monofunktionales Institut geplant, wickelt sie unter anderem ab 2008 auch Kreditderivate und andere gehandelte Finanzinstrumente ab. CLS leistet einen wesentlichen Beitrag zur Ausschaltung des Erfüllungsrisikos.